# Área de Proteção Ambiental da Serra do Mar
A Área de Proteção Ambiental da Serra do Mar Unidade de Conservação pelo Decreto Estadual n° 22.717, de 21 de setembro de 1984. Está situada ao sul do estado de São Paulo, abrangendo parte da bacia hidrográfica do Rio Ribeira de Iguape. Devido a sua posição estratégica, tornou-se o principal elo de continuidade entre as áreas protegidas pelo Parque Estadual da Serra do Mar e as demais Unidades de Conservação do Vale do Ribeira.
O objetivo principal de sua criação é a proteção da Serra do Mar nesse território, coberto por um extenso maciço de Mata Atlântica, sendo uma das áreas mais preservadas do estado e da região Centro-Sul brasileira, responsável pela grande diversidade de espécies vegetais e animais ali encontrados, notadamente as que são peculiares somente a essa região e aquelas ameaçadas de extinção.
Encontra-se inserida na Reserva da Biosfera da Mata Atlântica – RBMA, cuja área foi reconhecida pela UNESCO, tratando-se da primeira unidade da Rede Mundial de Reservas da Biosfera declarada no Brasil, e uma das maiores Reserva da Biosfera em área florestada do planeta, tendo como objetivo principal de contribuir de forma eficaz para o estabelecimento de uma relação harmônica entre as sociedades humanas e o ambiente na área da Mata Atlântica.

## Histórico
A Lei Federal nº. 9.985/2000 cria o Sistema Nacional de Unidades de Conservação da Natureza, define que Unidades de Conservação são espaços territoriais e seus recursos ambientais, incluindo as águas jurisdicionais, com características naturais relevantes, legalmente instituídos pelo Poder Público, com objetivos de conservação e limites definidos, sob regime especial de administração, ao qual se aplicam garantias adequadas de proteção. Essa mesma Lei define APA como sendo uma Unidade de Conservação com área em geral extensa, possuindo um certo grau de ocupação humana, dotada de atributos abióticos, bióticos, estéticos ou culturais especialmente importantes para a qualidade de vida e o bem-estar das populações humanas, e tem como objetivos básicos proteger a diversidade biológica, disciplinar o processo de ocupação e assegurar a sustentabilidade do uso dos recursos naturais.
Outro importante avanço na legislação ambiental brasileira, visando proteger este que é um dos biomas mais ameaçados do planeta, foi a criação da Lei Federal nº. 11.428/2006, a Lei da Mata Atlântica, decretando que a conservação, a proteção, a regeneração e a utilização do Bioma Mata Atlântica, patrimônio nacional, observarão o que estabelece esta Lei, bem como a legislação ambiental vigente, em especial a Lei Federal nº. 4.771/1965 (Código Florestal).
No estado de São Paulo, a partir do Decreto Estadual nº 53.027/2008, que reorganiza a Secretaria do Meio Ambiente - SMA e dá providências correlatas, a gestão de todas as Áreas de Proteção Ambiental Estaduais passou a ser atribuição da Fundação Florestal – FF.
A Resolução CONDEPHAAT nº 40/1985 declara tombada a área da Serra do Mar e de Paranapiacaba no Estado de São Paulo, com seus Parques, Reservas e Áreas de Proteção Ambiental, além dos esporões, morros isolados, ilhas e trechos de planícies litorâneas. Com uma área aproximada de 489.000,00 ha, a APA Serra do Mar localiza-se ao sul do Estado, no trecho que recebe o nome local de Serra do Paranapiacaba, abrangendo parte da bacia do Rio Ribeira de Iguape e dos municípios de Barra do Turvo, Capão Bonito, Estância Turística de Eldorado, Ibiúna, Iporanga, Juquiá, Juquitiba, Miracatu, Pedro de Toledo, Sete Barras, Tapiraí e Ribeirão Grande.